# DTK – D. Tóth Kriszta Show
A DTK – D. Tóth Kriszta Show (röviden DTK) az M1 egykori televíziós talkshow-ja, melynek házigazdája D. Tóth Kriszta, aki maga irányította a show koncepciójának kialakítását, a stáb munkáját pedig vezető szerkesztőként is segítette. A kedd esténként jelentkező DTK visszahozta a talkshow műfaját a köztévére. A műsor vendégei között magyarországi és külföldi sztárok mellett kevésbé ismert, de különleges civilek is megtalálhatóak voltak. „A cél, hogy mindenki egy kicsit kimozduljon a komfortzónájából” – nyilatkozta D. Tóth Kriszta.
A műsor 2011. október 4-én indult a közös közszolgálati ’újranyitás’-ként fémjelzett struktúraváltás elemeként a Magyarország, szeretlek!, Maradj talpon!, Hacktion, Mindenből egy van, Lényeg és Gasztroangyal című műsorokkal együtt. A 2012. december 13-i adás után azonban már új részek nem kerültek képernyőre.

## DTK a weben
A DTK Show heti egyórás tévéadása mellett többórányi webexkluzív tartalmat gyártott kifejezetten az online felületekre. A kulisszatitkokat, kimaradt jeleneteket, D. Tóth Kriszta és a stáb személyes hangvételű videóblogját a műsor hivatalos honlapja mellett közösségi médiafelületeken, így a Facebookon és a YouTube-on osztották meg.

## Állandó szereplők
D. Tóth Kriszta mellett a műsornak két állandó szereplője volt. Saját zenekar helyett egy lemezlovas szolgáltatta a zenét, de Kertész Richárd színész, stand up humorista, a Petőfi Rádió hangja, a zeneszámok mellett szóban és tettben is reagált a stúdióban történtekre. Magyarósi Csaba blogger, az Index újságírója az internetes technológiák és legújabb készülékek szakértőjeként az online közösséget és az internetes tartalmakat vitte be a stúdióba.

## Társadalmi szerepvállalás
D. Tóth Kriszta csapata minden adásban rövid összeállításban mutatta be, milyen társadalmi ügy mellé álltak oda azon a héten. A jótékonysági akciókat a webes felületeiken is tovább vitték, hogy egy-egy fontos cél mellé újabb támogatókat toborozzanak.

## Vendégek
- Bodrogi Gyula színművész
- Garas Dezső színművész
- Törőcsik Mari színművésznő
- Kovács Kati előadóművész, színésznő, dalszerző
- Szörényi Levente előadóművész, zeneszerző
- Szörényi Szabolcs zenész
- Omega együttes
- Sztevanovity Zorán előadóművész, dalszerző
- Hegyi Barbara színésznő
- Halász Judit színésznő
- Almási Éva színésznő
- Balázsovits Edit színésznő
- Eszenyi Enikő színésznő
- Csányi Sándor színművész
- A chilei bányászszerencsétlenség túlélője, a „bánya bohóca”, Mario Sepulveda
- Percossa, holland ütősegyüttes, zajzenészek
- Daniel Negreanu póker világbajnok
- Jaksity György közgazdász, a Bátor Tábor alapítója
- Küllői Péter bankár, a Bátor Tábor alapítója
- Gulyás Kiss Zoltán kaszkadőr
- Simonyi András volt washingtoni nagykövet
- Bryan Ferry brit előadóművész, a Roxy Music egykori frontembere
- Andy Bell brit előadóművész, a Erasure frontembere
- Keresztes Ildikó énekesnő, színésznő
- Kiss Tibor énekes, gitáros, zeneszerző, a Quimby frontembere
- Aradszky László és Koós János énekesek
- Szulák Andrea énekesnő
- Miklósa Erika énekesnő
- Kamarás Iván színművész
- Chandler Burr, amerikai parfümkritikus
- Tóth Vera énekesnő
- Tóth Gabi énekesnő
- Fábry Sándor humorista, műsorvezető
- Balla Eszter színművész
- Bereczki Zoltán énekes, színész
- Szinetár Dóra énekesnő, színésznő
- Homonnay Zsolt színész, énekes, dalszövegíró
- Polyák Lilla énekesnő, színésznő
- Wolf Kati énekesnő
- Lovasi András énekes, gitáros, zeneszerző, a Kiscsillag frontembere
- Szabó Győző színész
- Mucsi Zoltán és Scherer Péter színészek
- Csukás István meseíró
- Sors Tamás úszó
- Cseke Péter színész
- Novák Péter énekes
- Sütő Enikő modell
- Szabó Kimmel Tamás színész, műsorvezető
- Novodomszky Éva műsor vezető
- Gesztesi Károly színész
- Nagy László kézilabdázó
- Király Viktor énekes
- Király Linda énekesnő
- Király Tamás zenész
- Király Gabriella énekesnő
- Tordai Teri színésznő
- Horváth Lili színésznő
- Kovács Patrícia színésznő
- Bagi Iván és Nacsa Olivér humoristák
- Ullmann Mónika színésznő
- Völgyesi Gabi énekesnő
- Haumann Péter színművész
- Oroszlán Szonja színésznő
- Lukács Sándor színész
- Ördög Nóra műsorvezető
- Al Ghaoui Hesna műsorvezető
- Rózsa György műsorvezető
- Osvárt Andrea színésznő, modell
- Csonka András színész, énekes
- Nagy Feró énekes
- Pataki Ági producer
- Szamosi Zsófia színész
- Varga Izabella színész
- Für Anikó énekes